# Adachi Ginkō
Pour les articles homonymes, voir Ginko.
Adachi Ginkō (安達 吟光) est un artiste japonais né en 1853, actif à partir de 1870 et mort après 1908. Il est surtout connu pour ses estampes (ukiyo-e). Membre de l'école Utagawa, il produit des gravures d'une grande variété : portraits de belles femmes, d'acteurs, triptyques d'événements contemporains, paysages, illustrations de livres, caricatures. Sa série de triptyques Aperçu pictural de l'histoire du Japon est son oeuvre la plus connue.

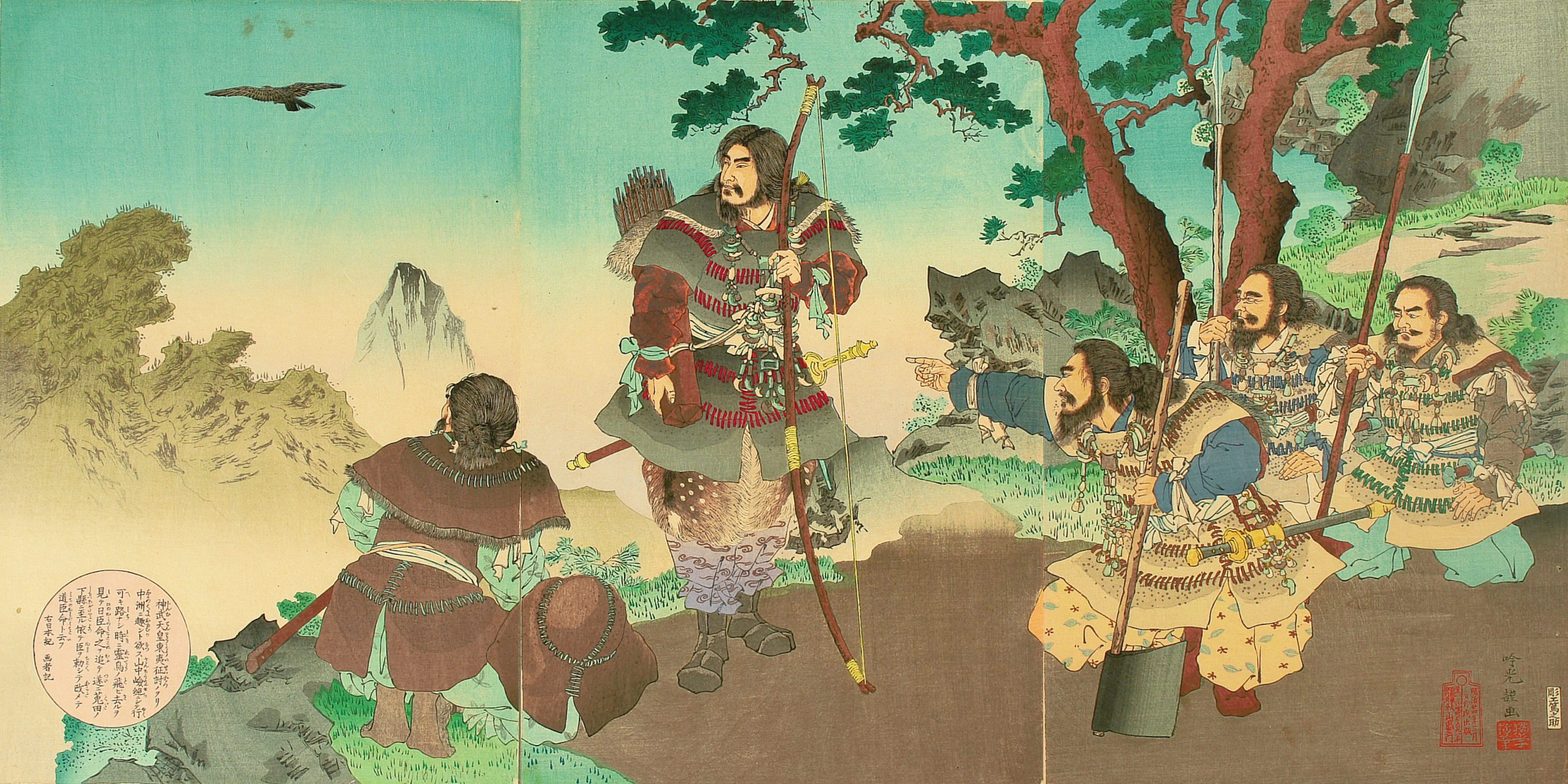
L'empereur Jinmu, impression couleur d'une gravure sur bois, 1891, de la série des Chroniques du Japon.

En 1889 il est condamné à une amende et une peine de prison pour avoir caricaturé l'Empereur Meiji.

## Biographie

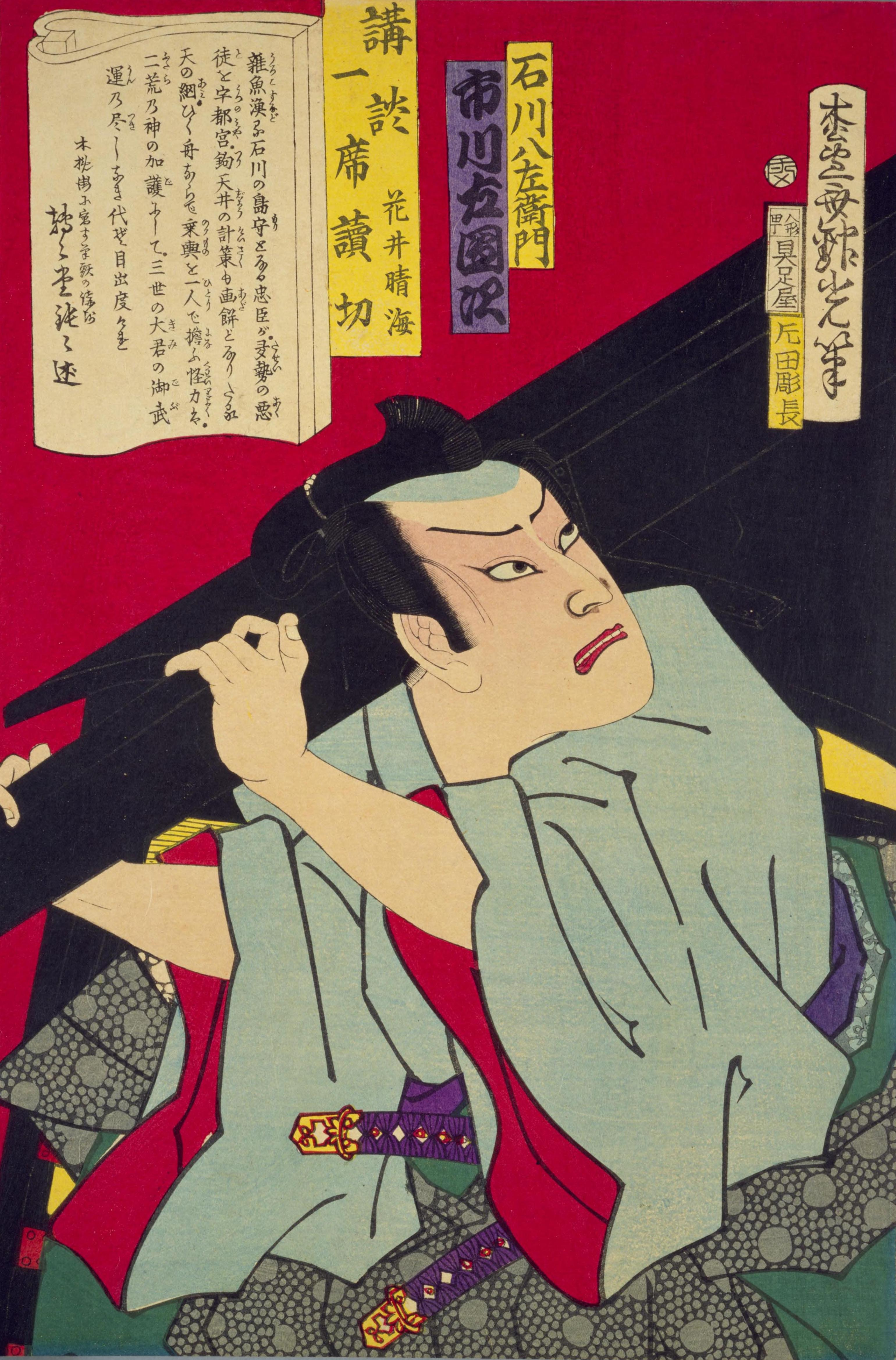
Ichikawa Hachiēmon (1874), de la série Kōdan isseki yomikiri.

Il ne subsiste que peu de détails sur la jeunesse de Ginkō. Il est né pendant le deuxième mois de Kaei 6 (soit mars ou avril 1853 dans le calendrier japonais), sous le nom d'Adachi Heishichi,,.
Il étudie auprès du peintre Goseda Horyu, qui travaille dans un style occidental. Il est probable que Ginkō a commencé à concevoir des estampes dès 1870, mais les images de Guerre de Boshin qu'il aurait peintes alors ne nous sont pas parvenues. Une série d'estampes d'acteurs (yakusha-e) dans le style de Toyohara Kunichika est sa plus ancienne production connue (1873). Ses premiers travaux sont publiés sous le nom d'artiste Shōsetsusai Ginkō,. En 1874, il trouve le succès grâce à une série de portraits d'acteurs intitulée Meilleures histoires de bataille , . C'est plus tard cette année là qu'il adopte le pseudonyme d'Adachi Ginkō,.
Ginkō explore une vaste variété de genres, notamment les portraits de beautés (bijin-ga), des paysages, des illustrations de livres, des œuvres satiriques. Nombre de ses travaux sont relatifs à des événements contemporains tels que la rébellion de Satsuma et de la guerre sino-japonaise de 1894-1895. Son œuvre la plus populaire est la série de triptyques intitulée Aperçu pictural de l'histoire du Japon, publiée entre 1885 et 1889.
Le 28 février 1889 le Journal de la Société de l'Esprit disponible  publie une caricature de Ginkō qui parodie sa propre estampe Vue de la délivrance de la constitution de l'État, dans la chambre d'État du nouveau palais impérial, qui montre l'Empereur Meiji recevant en 1889 la constitution qu'il promulgue. L'original, un triptyque en couleur, a été produit sur commande. Mais sa distributoin est différée jusqu'au 14 mars 1889 dans l'attente de son approbation par la censure. Paradoxalement, cet imprematur s'applique aux estampes, mais ni aux livres ni aux magazines. Sur la parodie, sous-titrée "Cérémonie de promulgation pour l'afutage de la loi sur l'Esprit disponible", un squelette a pris la place de l'emprereur,. Le squelette est un jeu de mots sur le prénom l'éditeur de la revue Miyatake Gaikotsu, homophone du mot Japonais gaikotsu,.

Meiji Constitution controversy
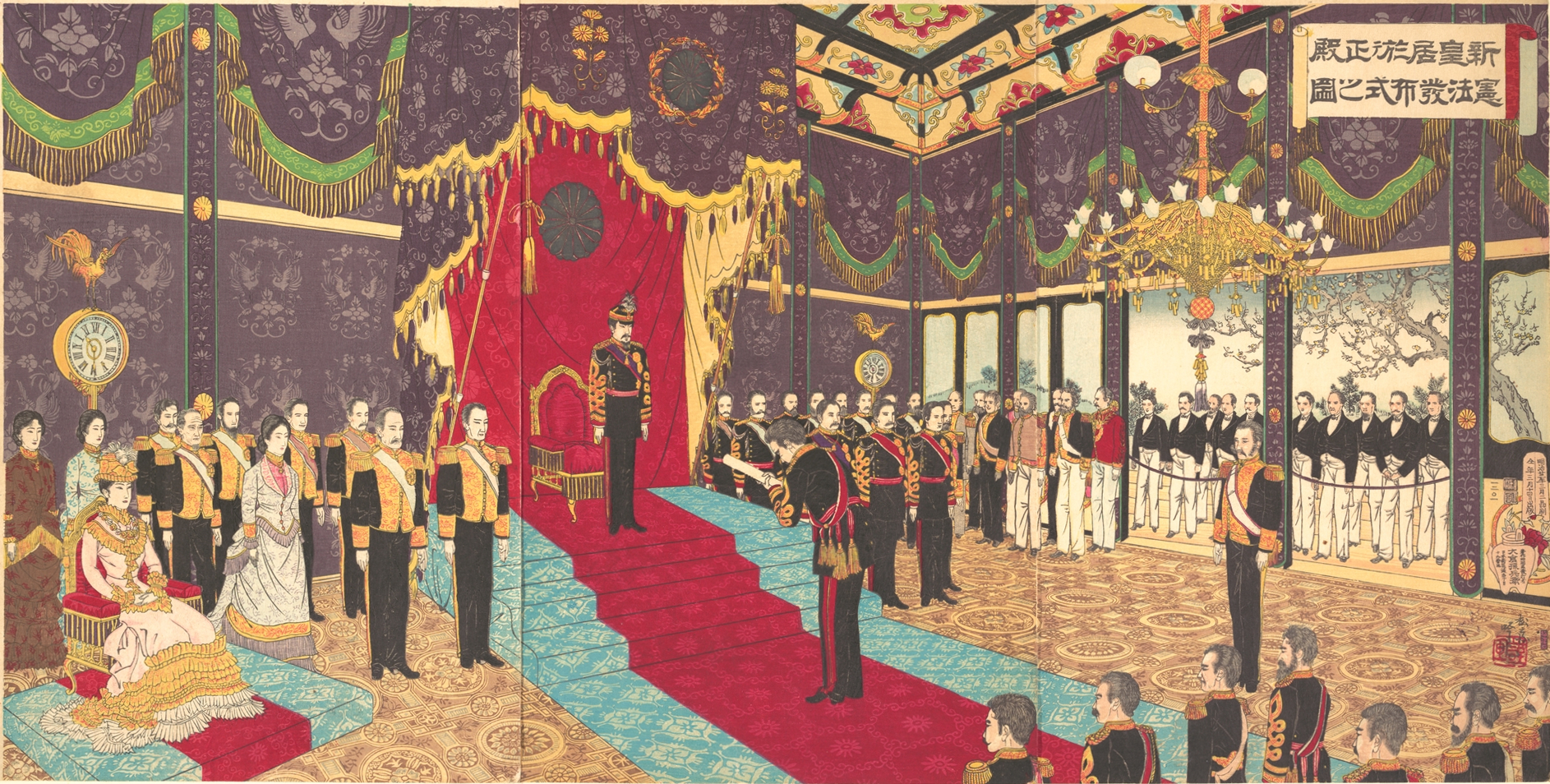
Vue de la délivrance de la constitution de l'État, dans la chamber d'État du nouveau palais impérial, 1889.
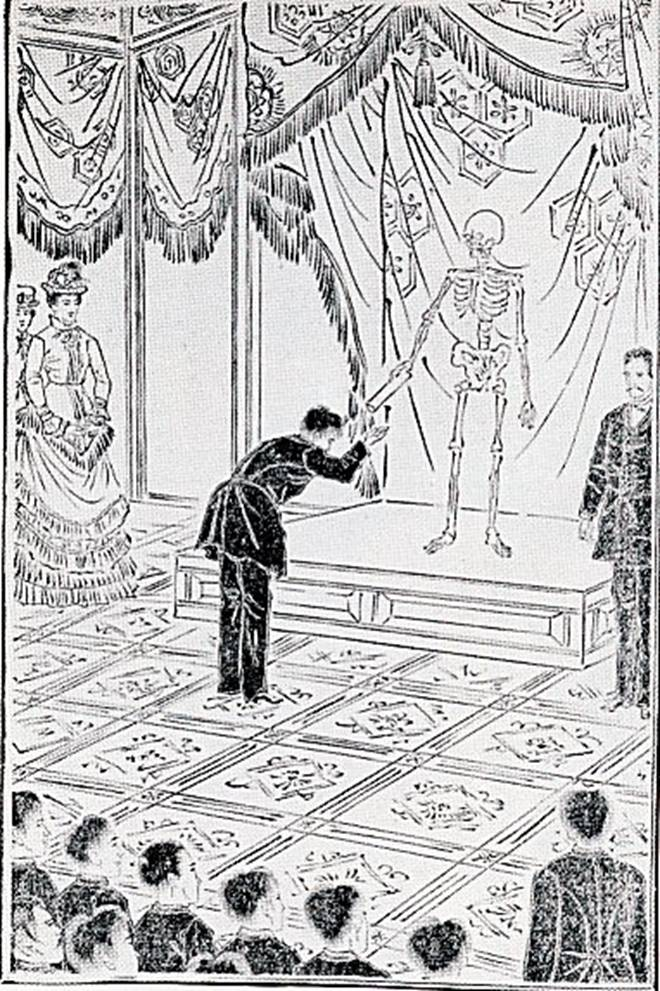
La cérémonie de promulgation de la loi sur l'afutage de l'Esprit disponible, 1889.

Ginkō est emprisonné un an et doit s'acquitter d'une amende de 50 yens. Miyatake est condamné à trois ans de détention, et la publication du magazine est interdite. 
Après sa libération, Ginkō continue à produire des estampes. La dernière est datée de 1908. La date et le lieu de sa mort sont inconnus.
Ginkō a également travaillé sous les noms d'artistes Shinshō Ginkō (vers 1877) et Shōsai Ginkō (vers 1881–89). Il est classé dans l'école Utagawa.

## Galerie

Triptyques de la guerre sino-japonaise
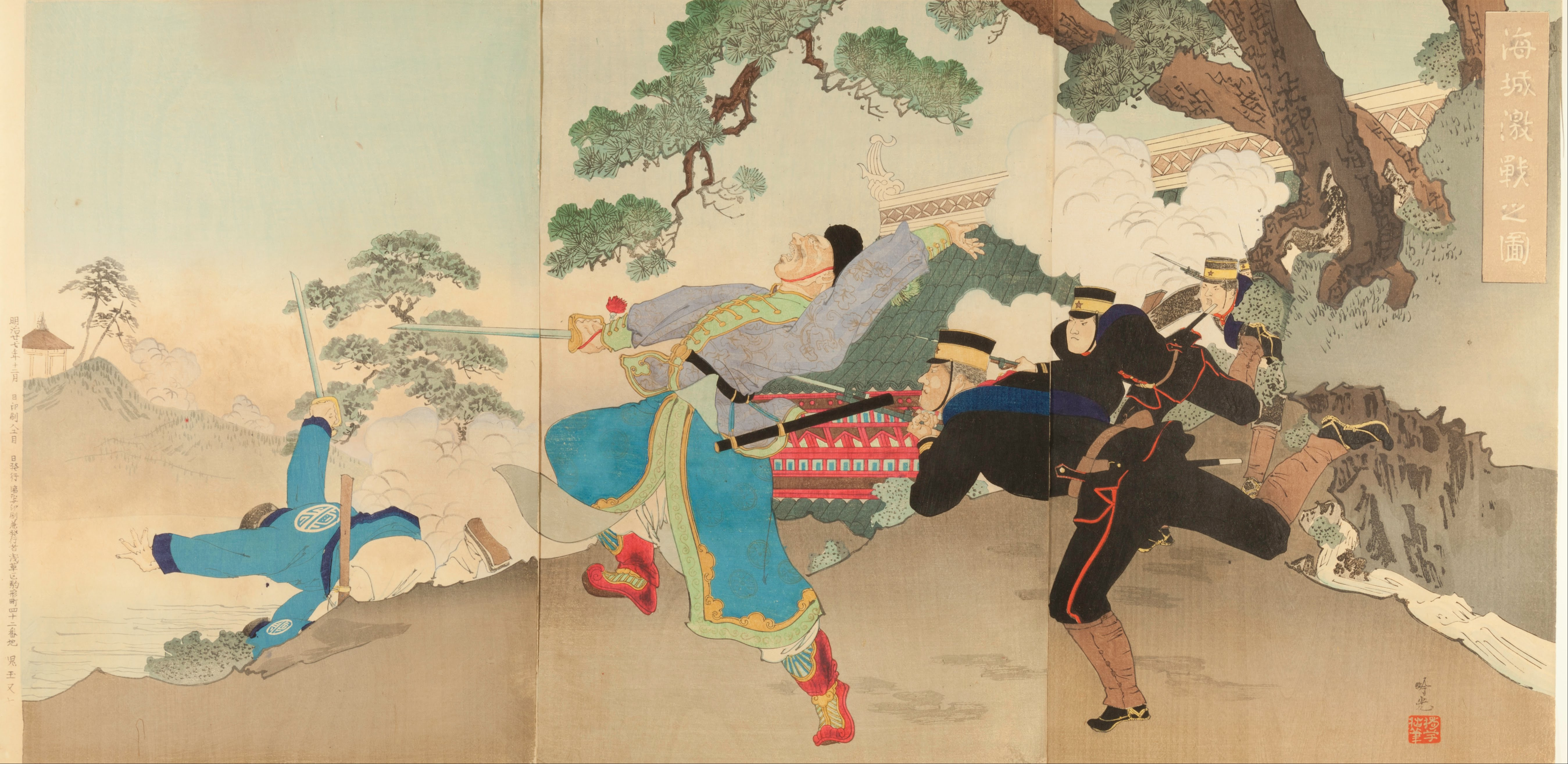
Rude bataille à Haicheng, 1894.
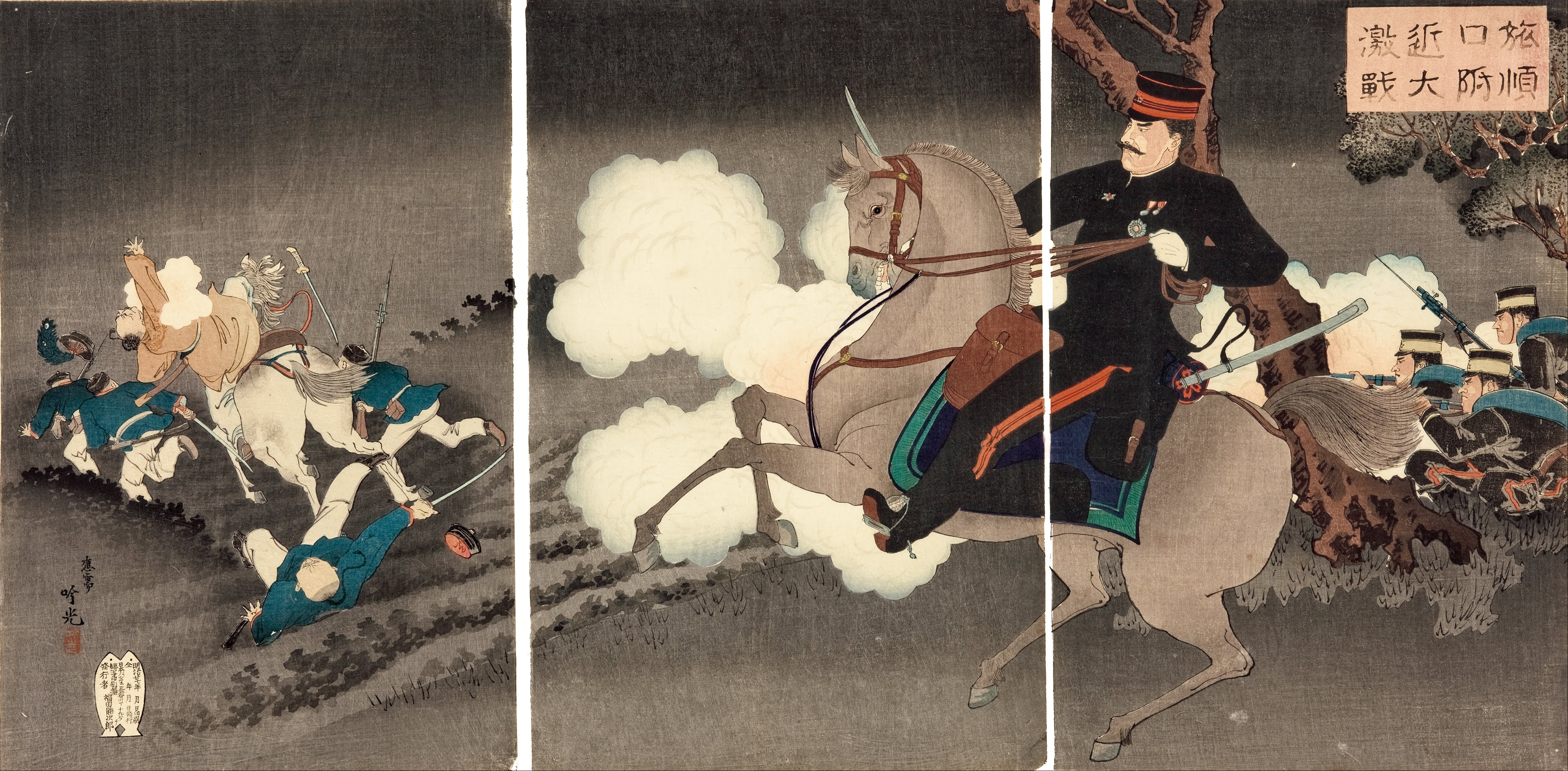
La grande bataille de Lushunkou, 1894.
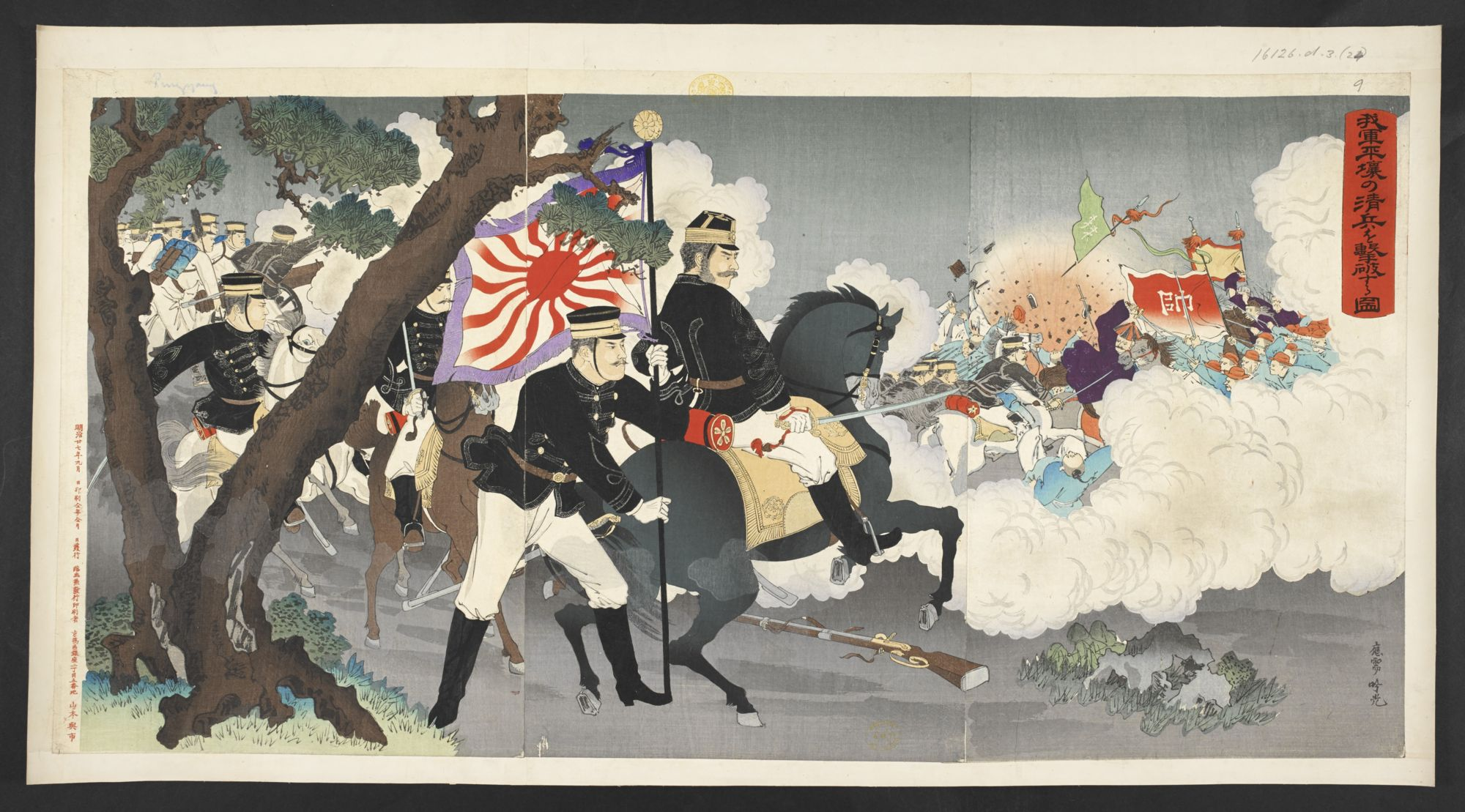
L'armée japonaise lance une attaque sur les troupes chinoises à Pyongyang, 1894.
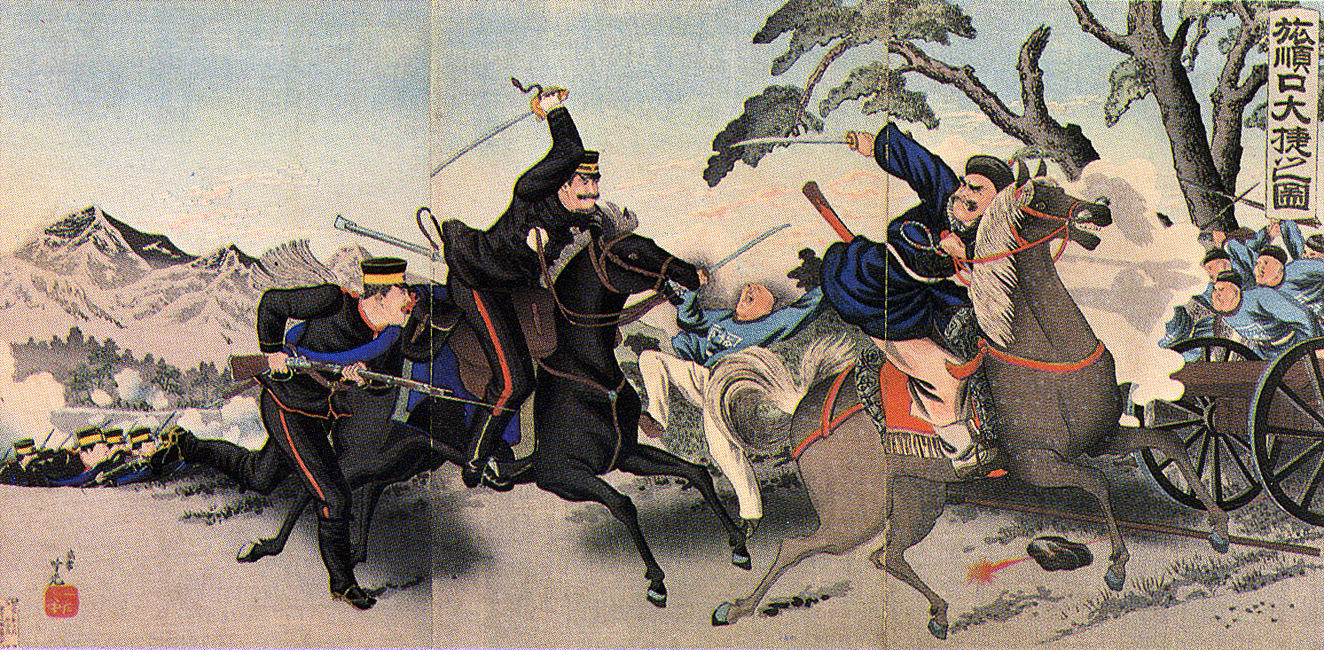
Grande victoire à Port-Arthur, 1894.

Autres estampes
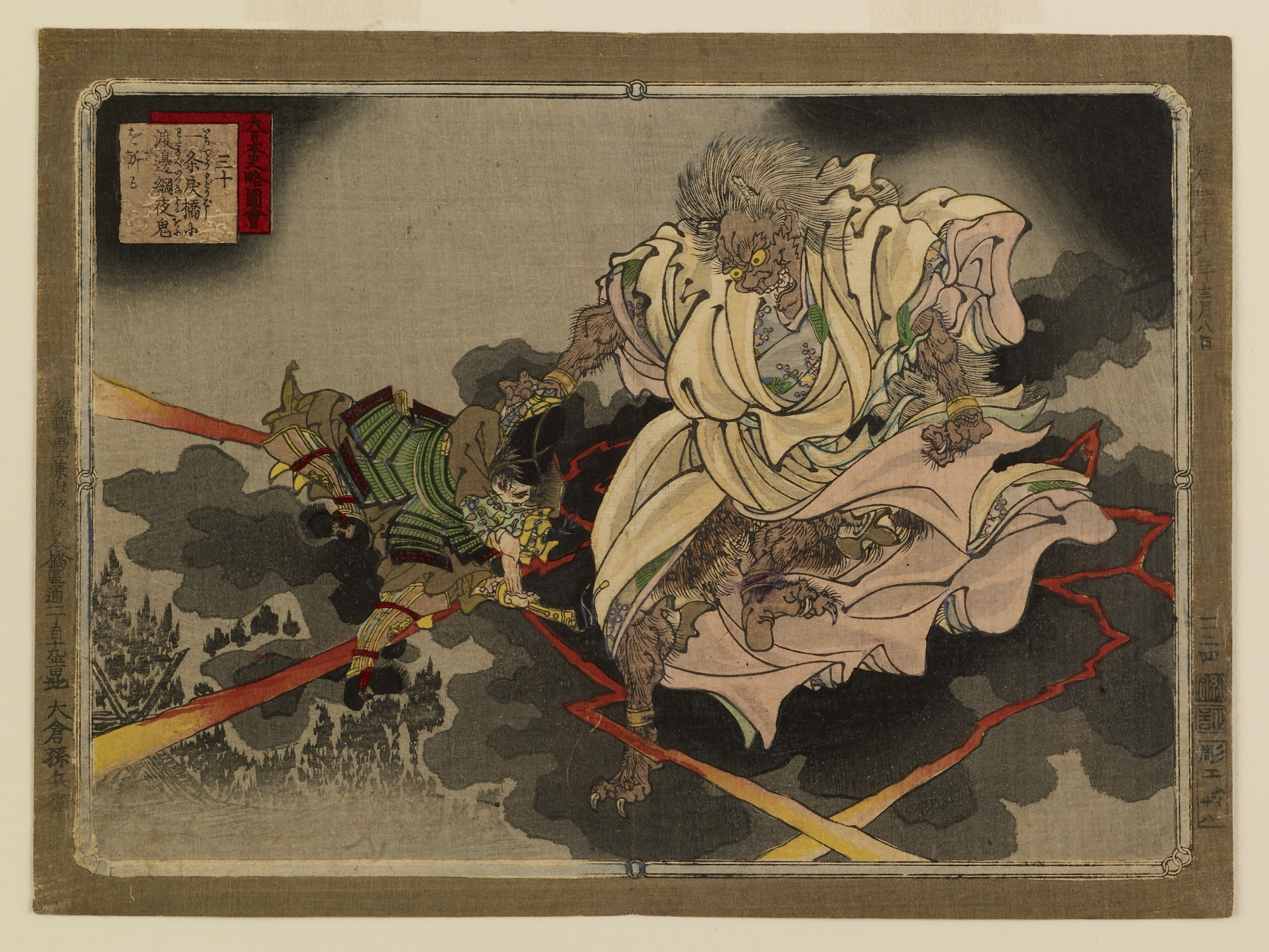
Okura Sonbei (extrait de Aperçu pictural de l'histoire du Japon), 1885.
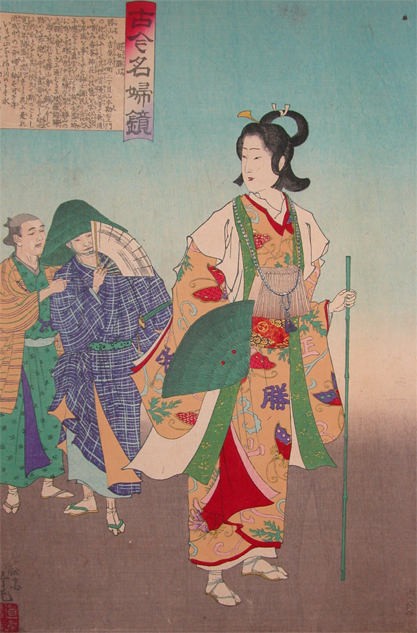
La prostituée Katsuyama.
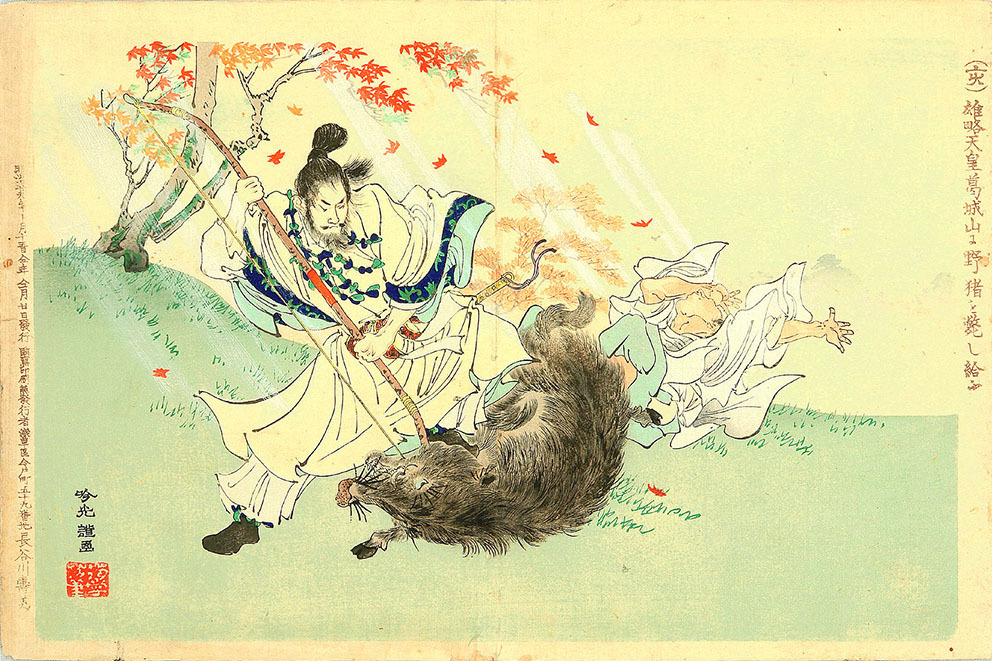
L'empereur Yūryaku et un sanglier, 1896.